# Killer Barbys vs. Dracula
Killer Barbys vs. Dracula es una secuela de la película de 1996 de Jesús Franco, Killer Barbys. Rodada entre 2002 y 2003 en varias localidades andaluzas: Benalmádena, Málaga, Jaén, Baeza, Úbeda y Torremolinos, fue distribuida en Japón y los Estados Unidos. La duración de la versión para los Estados Unidos es de 90 minutos. Los protagonistas son de nuevo los integrantes del grupo de pop español Killer Barbies.

## Sinopsis
La Camarada Irina, directora de la oficina de turismo de Transilvania, ha traído al sur de España al personaje más célebre de su país, el Conde Drácula, para mostrar su cadáver en una campaña publicitaria que relance la imagen turística de la región. 
Cuando Silvia Superstar, la cantante de Killer Barbies, se entera de la llegada del Conde intenta contactar con él. Después de oírla cantar el Conde despierta de un letargo que dura varios siglos. Tras un coqueteo inocente entre ambos empieza un terrorífico juego. Irina, desesperada, le pide ayuda al Doctor Seward, famoso cazavampiros internacional, y a su ayudante, Albinus, para acabar con las sangrientas aventuras del Conde.

## Reparto
- Katja Bienert - Katia
- Fata Morgana - 1ª Gogo
- Aldo Sambrell - Pepe Morgan
- Silvia Superstar - Silvia
- Billy King - Billy
- Pietro Martellanza - Falso Drácula
- Anxo Bautista - Dr. Muerte
- Carlos Fierro - Cámara
- Rubén Sánchez (hoy Rubén Frías) - Ayudante
- Javier Díez  - Viscontino
- Lina Romay - Camarada Irina
- Paul Lapidus - Martin Fierro
- Viktor Seastrom - Camarada Iván
- Alfredo López - Mozo 1º
- Jose Luis Matoso - Mozo 2º
- Carmen Montes - 2ª Gogo
- Bela B. - Bela
- R. Robles Rafatal - Punk 1º
- Pedro Olivares - Punk 2º
- Sebastián Caldas - Punk 3º
- Fran Aguilar - Punk 4º
- Sandra Ibarra - Sele
- Exequiel Caldas - Cavaquinho
- Enrique Sarasola - Drácula
- Carsten Frank - Albinus
- Dan van Husen - Dr. Seward
- José Roberto Vila - Inspector
- Godzila - Godzila
- Inka - Manolita

## Crítica
Killer Barbies Vs. Drácula obtiene pobres valoraciones en los portales de información cinematográfica. Según el crítico Carlos Pumares, esta película representa la negación del cine por su nula calidad.
En IMDb obtiene una puntuación de 2,8 sobre 10 con 389 votaciones (aunque 42 usuarios le otorgan una puntuación de 10).

"¡Ya sabías por el título que no sería Shakespeare! Pero la película tiene un director legendario (Jess Franco) y tres excelentes actores veteranos de los spaghetti-western de finales de los 60 (Aldo Sambrell, Peter Martell y Dan van Husen) que elevan la cinta por encima del nivel de un video de banda de rock normal. Debo confesar que no soy un gran admirador del tipo de música que tocan las Killer Barbies. Suena más a pop doméstico que a punk agresivo pero todavía podría pasar la película sin aburrirme un minuto. El bikini de calavera de Silvia también ayudó. El momento más divertido fue cuando una víctima le preguntó al vampiro con su último aliento: '¿Por qué eres tan bastardo?', y Drácula responde: '¡Tuve una infancia horrible!'".
Crítica de unbrokenmetal en IMDB 

En FilmAffinity obtiene una valoración de 2,5 sobre 10 con 191 votos.

"¡Pero qué mierda más aburrida y vil! Un verdadero esperpento igual de horroroso como la primera parte. (...) Malos intérpretes, pésima dirección (y eso que Jess Franco ha hecho más de 100 películas), maquillaje muy pobre y un Drácula que da risa y pena verlo. Pero lo más grave de todo es, como ya he dicho, la dirección y la fotografía, ya que parece hecha con una cámara casera, con planos espantosos y además con un uso del zoom que parece de cortometraje (vamos que Jess Franco es como el Ulli Lommel español). Carroña pura y dura, y lo peor y más grave de todo es que es española."
Crítica de Marcos Sastre en FilmAffinity 